# Puntföld zászlaja

Szomália zászlaja 2009 decembere előtt

Puntföld zászlaját 2009. december 22-én fogadta el a parlament. A zászló vízszintes trikolór típusú, sávjai égszínkék, fehér és zöld színűek; a felső sáv közepén egy fehér csillaggal.
Puntföld kormánya 2009 decembere előtt Szomália zászlaja egyik változatát használta.

## Változatok

Puntföld 2009 előtt használt zászlaja
A 2013 létrejött Nyugat-Puntföld zászlaja

## Színei
A zászló három színből áll: fehér, kék és zöld.
- Felül: a kék sáv a fehér csillaggal középen Szomália zászlaját jelképezi.
- Középen: a fehér sáv a békét és a biztonságot jelképezi.
- Lent: a zöld sáv Puntföld természeti kincseit jelképezi.